# タッキア (小惑星)
タッキア (1038 Tuckia) は、小惑星帯の外縁部に位置する小惑星である。ドイツの天文学者マックス・ヴォルフがハイデルベルクのケーニッヒシュトゥール天文台で発見した。
アメリカ合衆国の慈善家エドワード・タックとその妻に因んで名付けられた。命名を提案したのはカミーユ・フラマリオンの妻である。